# Pratasy
Pratasy (biał. Пратасы; ros. Протасы, Protasy; pol. hist. Protasy) – wieś na Białorusi, w obwodzie homelskim, w rejonie oktiabrskim, w sielsowiecie Pratasy (którego wbrew nazwie nie są siedzibą).

## Historia
W XIX i w początkach XX w. położone były w Rosji, w guberni mińskiej, w powiecie bobrujskim, w gminie Broża. Opisywana była wówczas jako miejscowość dzika, odosobniona.
Po I wojnie światowej pod administracją polską, w Zarządzie Cywilnym Ziem Wschodnich, w okręgu mińskim, w powiecie bobrujskim, w gminie Broże. W wyniku postanowień traktatu ryskiego znalazły się w granicach Związku Sowieckiego. Od 1991 w niepodległej Białorusi.